# Ryssebosjön (Vittaryds socken, Småland)
Ryssebosjön är en sjö i Ljungby kommun i Småland och ingår i Lagans huvudavrinningsområde.